# Ван Боккел, Джордж
Джордж Ян Албертюс Алфонсюс ван Боккел (нидерл. George Jan Albertus Alphonsus van Bockel; род. 24 февраля 1950, Амстердам) также известный как Шурс ван Боккел (нидерл. Sjors van Bockel) — нидерландский футболист, игравший на позиции нападающего. 

## Биография
Родился в феврале 1950 года в Амстердаме. Отец — Ян Албертюс Алфонсюс ван Боккел, мать — Якоба (Коби) Гротхаус. Родители были родом из Амстердама, они поженились 21 сентября 1949 года. В 1960-х годах проживал с родителями в центральной части города по адресу Блумстрат 6.
Футбольную карьеру начинал в клубе ДВГ, а в возрасте 15 лет перешёл в «Аякс». Подписав с клубом контракт категории B, нападающий начал играть за вторую команду вместе с Рудом Кролом, Ари Ханом и Джонни Репом. В основном составе дебютировал 24 мая 1970 года в заключительном матче 34-го тура чемпионата Нидерландов против АДО, заменив Шака Сварта во втором тайме — гостевая встреча завершилась вничью (1:1). В том сезоне сыграл ещё в товарищеском матче против «Ассена».
Летом 1972 года перешёл в бельгийский «Ла-Лувьер», подписав двухлетний контракт. В декабре того же года выбыл из строя на четыре месяца из-за болезни.
В 1973 году решил вернуться в Амстердам, но его возвращение вызвало разбирательство между Футбольными союзами Бельгии и Нидерландов, поскольку контракт с бельгийским клубом предусматривал отступные в размере 2 млн бельгийских франков. Ван Боккел намеревался перейти в «Спартан», но клуб отказался выплачивать деньги за трансфер. В итоге он стал играть за бывший клуб ДВГ, который заплатил «Ла-Лувьеру» 5000 гульденов, фактически арендовав футболиста, но сделал это с нарушением регламента. Проведя в ДВГ полтора сезона, он решил перейти в клуб ДРК из Дюргердама, но Футбольный союз Нидерландов наложил штраф на ДВГ и сделал выговор футболисту, поскольку ДВГ должен был сделать официальный запрос на трансфер и заплатить 14000 гульденов «Ла-Лувьеру».